# Journée nationale de la révolution et de la solidarité
Journée nationale de la révolution et de la solidarité (bengali : জাতীয় বিপ্লব ও সংহতি দিবস) a été célébrée au Bangladesh le 7 novembre, officiellement jusqu'en 2007. Cela commémore le soulèvement de 1975 formé par le peuple et les soldats. Le soulèvement, dirigé par le colonel Abu Taher et son groupe politique Jatiya Samajtantrik Dal, a mis fin au coup d'État de trois jours organisé par le général Khaled Mosharraf. Il a aidé le général de division Ziaur Rahman, fondateur du Parti nationaliste bangladais, à prendre le pouvoir,.